# روبرت ماكغي
روبرت ماكغي هو سياسي كندي، ولد في 1834، وتوفي في 1893 في كندا. حزبياً، نشط في حزب أونتاريو المحافظ التقدمي. وقد انتخب عضو برلمان مقاطعة أونتاريو.